# Флинтстоуны (фильм)
«Флинтстоуны» (англ. The Flintstones) — комедия режиссёра Брайана Леванта, экранизация популярного мультсериала. Две антипремии «Золотая малина» 1995 года: худший сценарий (упомянуто 35 авторов) и худшая женская роль второго плана (Рози О’Доннелл)

## Сюжет
Фред Флинтстоун работает в карьере на динозавре, которого используют как экскаватор. У него есть друг Барни Раббл, который со своей женой Бетти хочет усыновить ребёнка, но не может из-за денежных проблем. Фред одалживает другу нужную сумму и тот берёт из приюта дикого мальчика Бамм-Бамма. Однако благородство Фреда не очень нравится его семье, жене Вильме и её матери. Но вот однажды в карьере проводится конкурс, победитель которого станет вторым человеком в пещерной корпорации. Фред и Барни участвуют в тестировании, которое Фред благополучно заваливает. Помня о своей благодарности, Барни подменяет таблицу Фреда своей с правильными ответами. В результате всё сводится ко множеству забавных и неприятных ситуаций, которые чуть не оборачиваются трагедией, поскольку друзья не догадываются, что стали участниками аферы, придуманной одним из боссов корпорации Клиффом.

## Актёры
- Джон Гудмен — Фред Флинтстоун
- Рик Моранис — Барни Раббл
- Элизабет Перкинс — Уилма Флинтстоун
- Рози О’Доннелл — Бетти Раббл
- Элизабет Тейлор — Пирл Слэгхупл
- Хэлли Берри — Мисс Шэрон Стоун
- Кайл Маклахлен — Клифф Вандеркейв
- Джонатан Уинтерс — седой человек
- Джек О’Хэллоран — Йети